# Pain Is Love

Pain Is Love — третій студійний альбом американського репера Джа Рула, який був випущений 2 жовтня 2001 року на лейблах Def Jam Recordings і Murder Inc. Records. Незважаючи на те, що альбом був неоднозначно сприйнятий критиками, Pain Is Love дебютував під номером один у Billboard 200 і був підтриманий чотирма синглами : «Livin' It Up», «I'm Real (Murder Remix)», «Always on Time» і «Down Ass Bitch». Він був сертифікований тричі платиновим Асоціацією звукозаписної індустрії Америки (RIAA) за продаж понад 3 000 000 копій. Pain is Love отримав численні нагороди та номінації, включаючи номінацію на найкращий реп-альбом на 44-й церемонії вручення премії "Греммі". Перші два сингли з альбому «Livin' It Up» за участю Case і «Always on Time» за участю Ашанті отримали номінації на найкращу спільну роботу в стилі реп/спів у 2002 та 2003 роках.

## Критика
Pain is Love отримав загалом неоднозначні відгуки музичних критиків. На Metacritic, який присвоює стандартизовану оцінку зі 100 рецензіям основних критиків, альбом отримав середню оцінку 59 на основі 10 рецензій. 
Джейсон Бірчмаєр з AllMusic похвалив альбом за точне налаштування формули, встановленої Rule 3:36, що містить перехресні R&B-сингли та хардкорні реп-треки, щоб збалансувати весь запис.  Редактор із HipHopDX сказав, що такі хардкорні треки, як «Dial M for Murder» і «Worldwide Gangsta», схожі на вимушені спроби повернути образ головоріза Джа, але похвалив альбом за треки, які містять репліки, що захоплюють вуха, і хороші ритми, сказавши, що «Pain Is Love — ще один позитивний заклад, який справді створить більшу популярність і більше визнання шанувальників Ja Rule». Стів «Flash» Juon з RapReviews вважав співочий голос Джа на деяких треках нестерпним, але віддав належне альбому за те, що він містить треки, які демонструють продюсерський талант Ірва Готті та адекватний ліризм Джа, дійшовши висновку, що «Ja Rule виправдає останню половину його ім'я та домінує в чартах другої половини 2001 року з альбомом, який, безсумнівно, є його найсоліднішим релізом на сьогоднішній день». 
Сорен Бейкер з Los Angeles Times назвав сингли «Livin' It Up» і «I'm Real» сильними сторонами альбому, але розкритикував такі треки, як «The Inc.» і «Worldwide Gangsta», за те, що вони м'які та менш вражаючі, кажучи, що вони «переробляють хардкорні теми, не додаючи будь-яких розумних фраз або креативного ритму, щоб компенсувати їх звичайність». Натан Рабін з The AV Club розкритикував альбом за відсутність змісту, щоб поєднуватися з привабливими поп-приспівами, а Джа за те, що він сприймає як невдалі спроби скопіювати 2Pac, зокрема в передостанньому композиції «So Much Pain», дійшовши висновку, що «навіть тут, 2Pac все ще передає почуття, що беззаперечно ілюструє величезну прірву, що відокремлює справжню справу від імітації».

## Комерційний успіх
Pain Is Love породив два хіт-сингли номер один і зумів дебютувати під номером один у американському чарті Billboard 200, таким чином давши Ja Rule свій другий альбом номер один у США в його кар’єрі, а також поклавши край тритижневому правлінню іншого виконавця Def Jam Jay-Z з його альбомом The Blueprint, який вийшов у той самий день, що й атаки 11 вересня. З продажами за перший тиждень у 361 000 примірників Pain is Love був тричі платиновим у Сполучених Штатах станом на червень 2002 року.  Він також отримав номінацію на Греммі як найкращий реп-альбом у 2002 році, але програв Stankonia від OutKast.

## Список композицій
| #   | Назва                                                                   | Автор                                                                                  | Продюсер(и)            | Тривалість |
| --- | ----------------------------------------------------------------------- | -------------------------------------------------------------------------------------- | ---------------------- | ---------- |
| 1.  | «Pain Is Love» (skit)                                                   |                                                                                        |                        | 1:18       |
| 2.  | «Dial M for Murder»                                                     | Jeffrey Atkins Tyrone Fyffe Seven Aurelius Irving Lorenzo Dennis DeYoung               | Irv Gotti Ty Fyffe [a] | 3:32       |
| 3.  | «Livin' It Up» (за участю Case)                                         | Atkins Robert Mays Lorenzo Stevie Wonder                                               | Irv Gotti Lil' Rob     | 4:17       |
| 4.  | «The Inc.» (за участю Caddillac Tah, Black Child і Ashanti)             | Atkins Aurelius Lorenzo Ashanti Douglas Ramel Gill Taheem Crocker                      | Irv Gotti              | 3:56       |
| 5.  | «Always on Time» (за участю Ashanti)                                    | Atkins Aurelius Lorenzo                                                                | Irv Gotti              | 4:05       |
| 6.  | «Down Ass Bitch» (за участю Charli Baltimore)                           | Atkins Aurelius Lorenzo Tiffany Lane                                                   | Irv Gotti              | 5:31       |
| 7.  | «Never Again»                                                           | Atkins Aurelius Lorenzo                                                                | Irv Gotti              | 4:19       |
| 8.  | «Worldwide Gangsta» (за участю Caddillac Tah, Black Child, Boo & Gotti) | Atkins Aurelius Lorenzo Crocker Gill Mwata Mitchell Sabrian Sledge                     | Irv Gotti              | 3:20       |
| 9.  | «Leo» (skit)                                                            |                                                                                        |                        | 2:18       |
| 10. | «I'm Real (Murder Remix)» (за участю Дженніфер Лопес)                   | Atkins Aurelius Lorenzo Jennifer Lopez Troy Oliver Cory Rooney Leshan Lewis Rick James | Irv Gotti              | 4:12       |
| 11. | «Smokin' and Ridin'» (за участю Jodie Mack & O-1)                       | Atkins Aurelius Lorenzo Christopher Bristol Otha Miller                                | Irv Gotti              | 4:51       |
| 12. | «X» (за участю Missy Elliott і Tweet)                                   | Atkins Melissa Elliott Charlene Keys Aurelius Lorenzo                                  | Irv Gotti              | 5:02       |
| 13. | «Big Remo» (skit)                                                       |                                                                                        |                        | 0:19       |
| 14. | «Lost Little Girl»                                                      | Atkins Aurelius Lorenzo                                                                | Irv Gotti              | 5:00       |
| 15. | «So Much Pain» (за участю 2Pac)                                         | Atkins Lorenzo Dave Grusin Earl Klugh Tupac Shakur Randy Walker                        | Irv Gotti Lil' Rob     | 5:03       |
| 16. | «Pain Is Love»                                                          | Atkins Aurelius Lorenzo                                                                | Irv Gotti              | 5:04       |

Примітки
- Деякі версії альбому додають пісню "Put It on Me" (з альбому Rule 3:36) як трек №17.

## Чарти
| Чарт (2001–2002)                                     | Найвища позиція |
| ---------------------------------------------------- | --------------- |
| Австралія Australian Albums (ARIA)                   | 6               |
| Бельгія Belgian Albums (Ultratop Flanders)           | 24              |
| Бельгія Belgian Albums (Ultratop Wallonia)           | 24              |
| Канада Canadian Albums (Billboard)                   | 3               |
| Canadian R&B Albums (Nielsen SoundScan)              | 1               |
| Нідерланди Dutch Albums (MegaCharts)                 | 17              |
| Франція French Albums (SNEP)                         | 34              |
| Німеччина German Albums (Offizielle Top 100)         | 38              |
| Ірландія Irish Albums (IRMA)                         | 24              |
| Нова Зеландія New Zealand Albums (Recorded Music NZ) | 1               |
| Шотландія Scottish Albums (OCC)                      | 24              |
| Швейцарія Swiss Albums (Schweizer Hitparade)         | 28              |
| Велика Британія UK Albums (OCC)                      | 3               |
| Велика Британія UK R&B Albums (OCC)                  | 1               |
| США Billboard 200                                    | 1               |
| США Top R&B/Hip-Hop Albums (Billboard)               | 1               |

| Чарт (2001)                             | Позиція  |
| --------------------------------------- | -------- |
| Canadian Albums (Nielsen SoundScan)     | 44       |
| Canadian R&B Albums (Nielsen SoundScan) | 9        |
| Canadian Rap Albums (Nielsen SoundScan) | 4        |
| UK Albums (OCC)                         | 167      |
| US Billboard 200                        | 82       |
| US Top R&B/Hip-Hop Albums (Billboard)   | 49       |
| Chart (2002)                            | Position |
| Australian Albums (ARIA)                | 30       |
| Belgian Albums (Ultratop Flanders)      | 72       |
| Belgian Albums (Ultratop Wallonia)      | 74       |
| Canadian Albums (Nielsen SoundScan)     | 26       |
| Canadian R&B Albums (Nielsen SoundScan) | 4        |
| Canadian Rap Albums (Nielsen SoundScan) | 4        |
| Dutch Albums (Album Top 100)            | 64       |
| French Albums (SNEP)                    | 103      |
| UK Albums (OCC)                         | 40       |
| US Billboard 200                        | 20       |
| US Top R&B/Hip-Hop Albums (Billboard)   | 6        |

## Сертифікації
| Регіон                                             | Сертифікація  | Продажі    |
| -------------------------------------------------- | ------------- | ---------- |
| Австралія (ARIA)                                   | Платиновий    | 70 000^    |
| Канада (Music Canada)                              | 3× Платиновий | 300 000^   |
| Нідерланди (NVPI)                                  | Золотий       | 40 000^    |
| Нова Зеландія (RIANZ)                              | Платиновий    | 15 000^    |
| Велика Британія (BPI)                              | Платиновий    | 300 000^   |
| США (RIAA)                                         | 3× Платиновий | 3 000 000^ |
| ^відвантаження, що базуються лише на сертифікаціях |               |            |